# Зевенар
Зевенар (нід. Zevenaar, нід. вимова: [ˈzeːvənaːr] ( прослухати)) — муніципалітет і місто в Нідерландах, на кордоні з Німеччиною, у провінції Гелдерланд.
На початку 2018 рокудо складу муніципалітету Зевенар увійшов колишній муніципалітет Рейнварден.

## Населені пункти муніципалітету
Міста
- Зевенар

Села
- Ангерло
- Ардт
- Ауд-Зевенар
- Бабберіх
- Гервен
- Гісбек
- Латюм
- Лобіт
- Паннерден
- Спейк
- Толкамер

Селища
- Бар
- Велдгейзен

## Топографія
Нідерландська топографічна карта муніципалітету Зевенар, вересень 2014

## Галерея

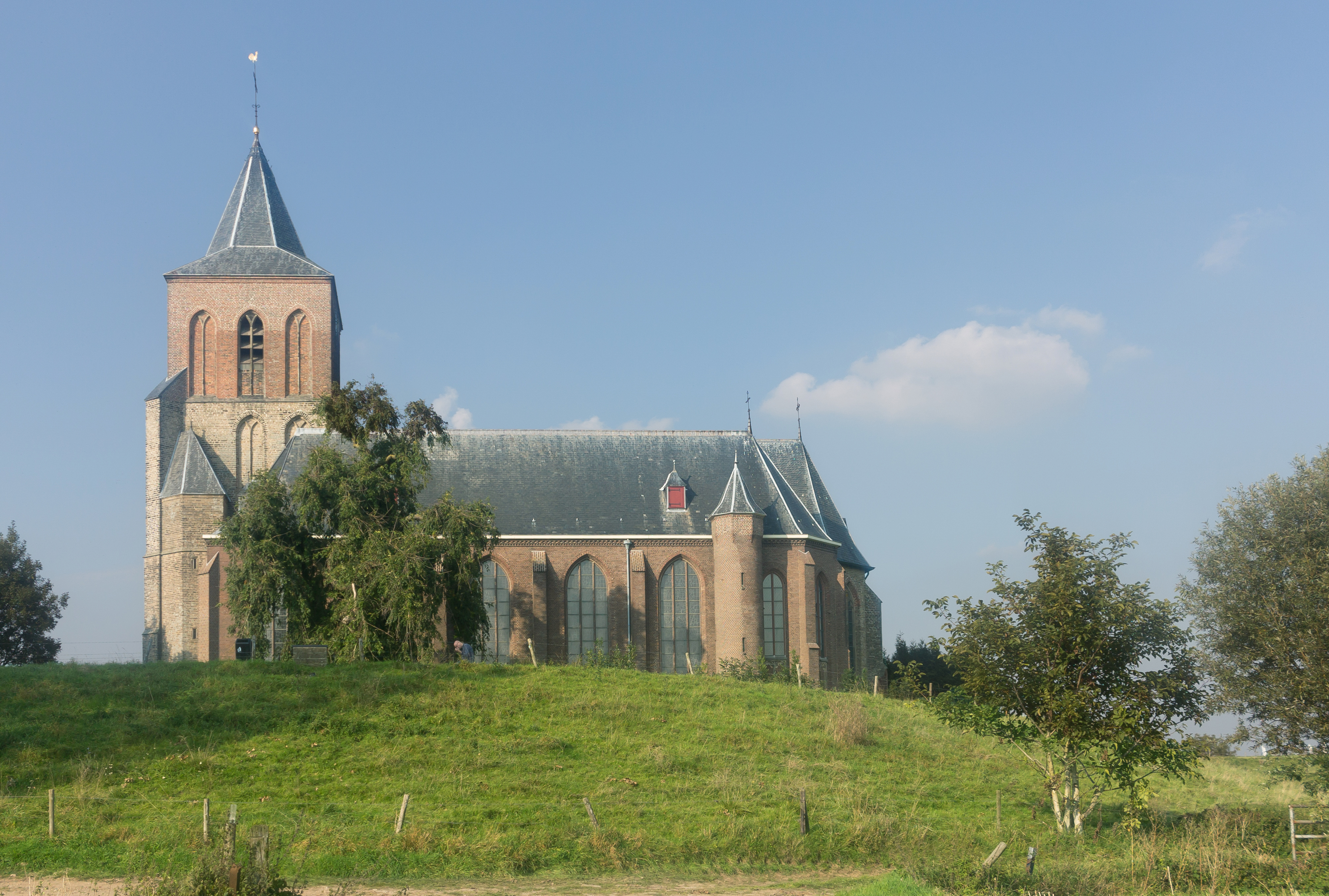
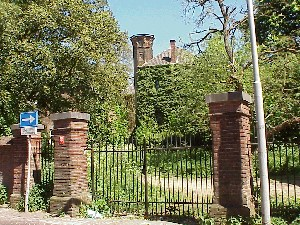
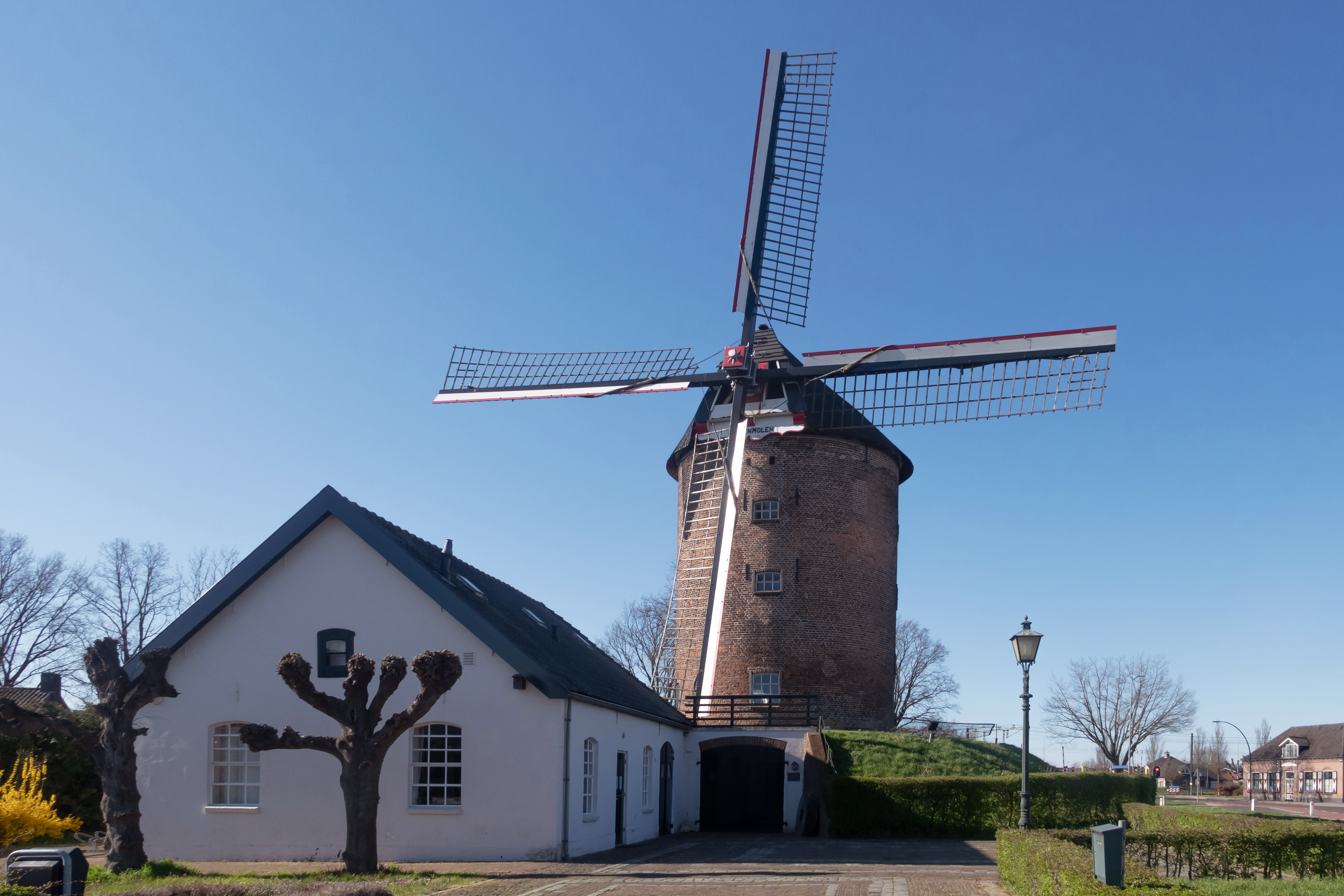
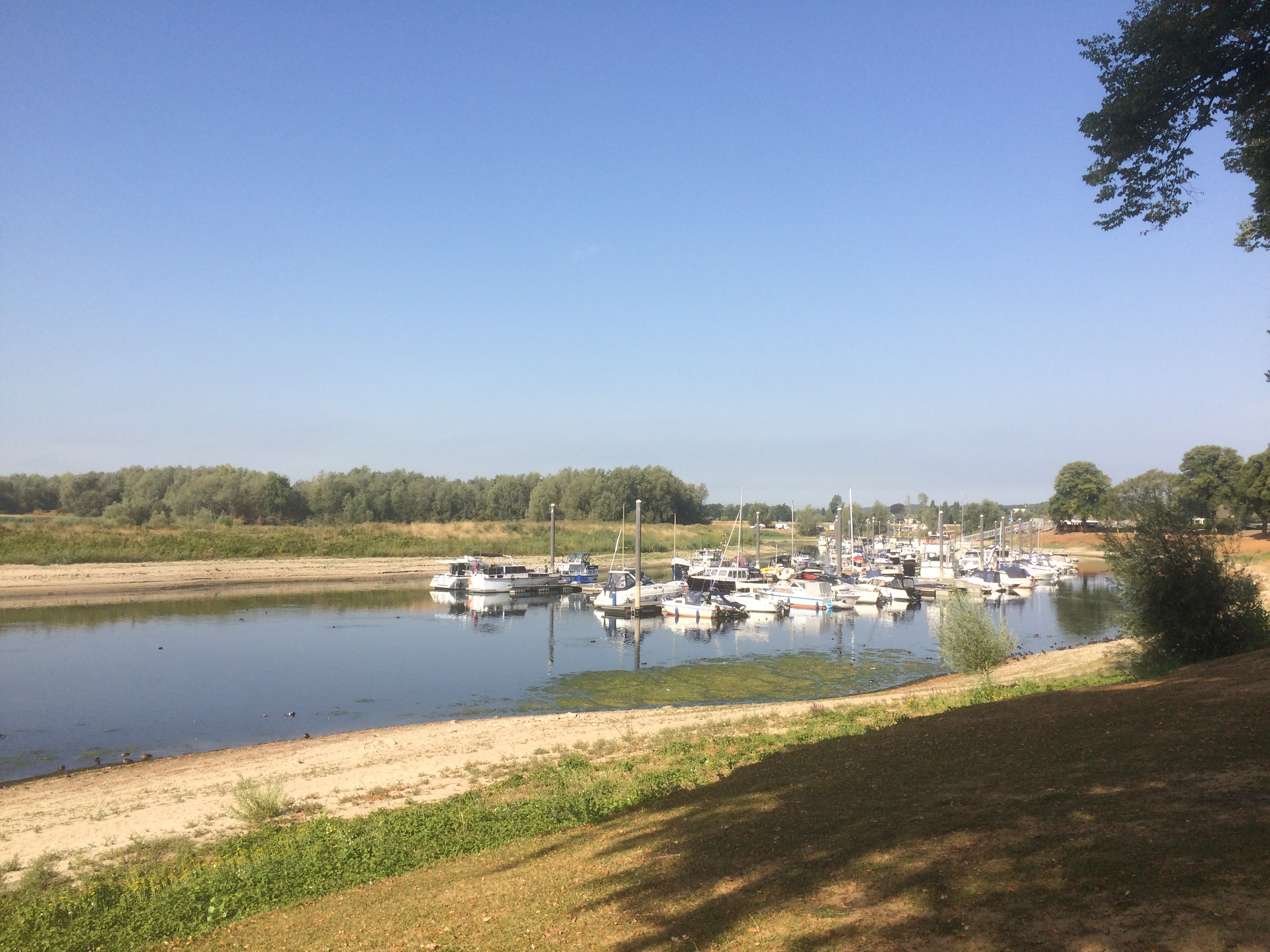

## Визначні мешканці
- Ян ван Акен (нар. 1961) — нідерландський письменник і науковець
- Лінда Ваґенмакерс (нар. 1975) — співачка та акторка озвучування[3]
- Філліп Коку (нар. 1970) — професійний футболіст і футбольний тренер